# Poduri (okręg Bacău)
Poduri – wieś w Rumunii, w okręgu Bacău, w gminie Poduri. W 2011 roku liczyła 2218 mieszkańców.